# Željko Petrović
Željko Petrović (in serbo Жељко Петровић?; Nikšić, 13 novembre 1965) è un allenatore di calcio ed ex calciatore montenegrino, di ruolo difensore.

## Palmarès

### Giocatore

#### Competizioni nazionali
- Campionato olandese: 1

PSV: 1996-1997
- Supercoppa dei Paesi Bassi: 2

PSV: 1996, 1997

### Allenatore

#### Competizioni nazionali
- Coppa di Bosnia: 1

Zrinjski Mostar: 2023-2024